# Rafael Miguel López Valera
Rafael Miguel López Valera (Barquisimeto, Venezuela, 18 de diciembre de 1907 - Barquisimeto, Venezuela, 28 de febrero de 2002) fue un músico venezolano, ejecutante del violín, compositor, arreglista, director de agrupaciones de porte clásico, popular y folclórico, educador musical. Funcionario del Ministerio de Justicia en la Circunscripción Judicial del Estado Lara, Funcionario Municipal del Municipio Iribarren. Profesor fundador de la Escuela de Música del Estado Lara, actual Conservatorio Vicente Emilio Sojo, impartiendo la cátedra elemental del violín.

## Historia
Rafael Miguel López Valera nació en el seno de una familia musical, sus padres Miguel Ángel López y Olimpia Valera de López, tenían vocación artística. A finales de la primera década del siglo XX inició sus estudios académicos de música bajo la tutela del Hermano Luis Eduardo, religioso educador del Colegio La Salle de Barquisimeto, con quien aprende teoría y solfeo, así como la ejecución de instrumentos de cuerda, viento y piano. 
En 1920 se convierte en integrante fundador de la banda del colegio, como trompetista. Paralelamente ingresa a la Academia de música de Napoleón Lucena para estudiar violín, a la vez que continúa su aprendizaje al lado de educadoras musicales de piano como Ángela Fernández de Soteldo y Trina Castillo. A mediados de los años 20 se inicia en la composición. En 1928 ingresa a la Orquesta Mavare como violinista. En 1930 funda su primera agrupación el "Jazz Band Unión", con la cual en 1933 se marcha a la ciudad de Maracay. Allí ingresa a la Orquesta Presidencial del General Juan Vicente Gómez, quien ejercía la presidencia de la república y gobernaba al país desde la capital del estado Aragua. De 1933 a 1935 toma cursos libres de composición y armonía con Juan Bautista Plaza. 
En 1935 retorna a Barquisimeto, donde comienza una labor de difusión de la música típica larense a través de la señal radiofónica de la estación "La Voz de Lara", luego "Radio América". En 1936 ingresa a la Banda del Estado Lara bajo la dirección de Antonio Carrillo, como trompetista. En 1938 participa en la fundación e inauguración de Radio Barquisimeto. En 1939 ingresa como profesor fundador de la Escuela de Música del Estado Lara, actual Conservatorio de Música Vicente Emilio Sojo con la Cátedra Elemental del Violín, a la vez que continúa su labor de composición de obras de diversos estilos para diferentes arreglos instrumentales y vocales e igualmente participa como violinista en varias presentaciones de música clásica bajo la dirección y arreglos del maestro Francisco de Paula (Franco) Medina.
En 1940 funda la "Orquesta de baile de Rafael Miguel López" y comienza su programa radial "Publicidad Radio Comercial L.V." con la orquesta de los estudios de Radio Barquisimeto creada por él, así como también la "Orquesta Típica Venezolana" para divulgar la música popular venezolana a través de la señal internacional que tenía aquella mediante la onda corta. En 1945 ingresa al Concejo Municipal de Iribarren, donde se desempeña en todos los cargos contables hasta ser nombrado Tesorero Municipal. En 1947 participa en la fundación de la Asociación Musical del Estado Lara, la primera organización gremial artística de la región. En 1953 promueve y participa en la fundación de la Unión de Compositores Larenses, destinada a fortalecer y defender a los creadores de la música popular de la región. En 1967 funda el "Quinteto de Cuerdas de Rafael Miguel López", con el único objeto de difundir la música típica larense y sus autores, haciendo una labor de investigación, catalogación, restauración, instrumentación y difusión de un legado musical proveniente de lo que se conoce como "La edad de oro de la cultura musical", que va desde de 1860 hasta finales del siglo XIX, cuya corriente se prolongó hasta los años 30.
En 1972 funda la Orquesta Típica Municipal de Iribarren, de la cual no es sólo su director y arreglista, sino además su principal impulsor.
Esta agrupación nacerá gracias a la propuesta hecha por López ante el presidente de la Comisión Coordinadora de Actividades Musicales, del Concejo Municipal de Iribarren, de la ciudad de Barquisimeto, el Dr. José María Domínguez Escovar, quien la presenta ante la Cámara Municipal, donde es aprobada por unanimidad. Finalmente el 8 de febrero de 1972 se firma el Acta Constitutiva de la Orquesta Típica Municipal de Iribarren, que da su concierto inaugural el 15 de abril de 1972, en el Teatro Juares de la capital del Estado Lara. 
Rafael Miguel López Valera también participó como integrante fundador de la Orquesta de Cámara de la actual Universidad Centroccidental Lisandro Alvarado de Barquisimeto en 1966. Igualmente atiende la convocatoria de su amigo y colega, Luis Alfonso Larrain y se incorpora a la Sociedad de Autores y Compositores de Venezuela SACVEN.
Para la Orquesta Típica Municipal de Iirbarren, investigó, catalogó, restauró e instrumentó, 217 títulos de autores populares y del folclore, logrando un rescate significativo de las tradiciones musicales, no sólo de Lara, sino del país. 
Falleció en su ciudad natal el 28 de febrero de 2002 y sus restos reposan en el cementerio de Santa Rosa, en Barquisimeto, vecino al Templo La Consolación.

## Publicaciones
- 1943: Melodías Larenses. Canto y Piano. Barquisimeto – Venezuela.
- 1953. Ante nuestra indestructible tradición musical. Diario El Impulso. Barquisimeto – Venezuela.
- 1962. Antonio Carrillo, Maestro de Maestros. Diario El Impulso. Barquisimeto – Venezuela.
- 1964. Apuntes de la Cultura Musical Larense desde fines del siglo pasado. Concejo Municipal de Iribarren. Barquisimeto – Venezuela.
- 1983. Melodías Larenses. Canto y Piano. Tipografía Falcón. Barquisimeto – Venezuela.

## Producciones Discográficas
- "Crepúsculo Larense". Long Play contentivo de una selección de obras típicas larenses. Edición promovida por el Ateneo de Barquisimeto y auspiciado por Fundalara. (Barquisimeto 1967).
- "Cuerdas y voces larenses". Long Play contentivo de doce composiciones de su autoría, editado bajo el sello "Ramilop". (Barquisimeto 1968).
- "Gran festival venezolano de la canción popular" - VELVET 1964.[3]